# Pleaux
Pleaux é uma comuna francesa na região administrativa de Auvérnia-Ródano-Alpes, no departamento de Cantal. Estende-se por uma área de 93,3 km². Em 2010 a comuna tinha 1 511 habitantes (densidade: 16,2 hab./km²).